# Associazione Calcio Novara 1956-1957
Questa pagina raccoglie le informazioni riguardanti l'Associazione Calcio Novara nelle competizioni ufficiali della stagione 1956-1957.

## Stagione
Nella stagione 1956-1957 il Novara disputò il quattordicesimo campionato di Serie B della sua storia.

## Divise
| 1ª divisa |

## Organigramma societario
Area direttiva
- Presidente: Francesco Plodari

Area tecnica
- Direttore tecnico: Giuseppe Fortina
- Allenatore: Luigi Rossetto, poi Evaristo Barrera (dal 30 novembre 1956)[2]

## Rosa
| N. |                   | Ruolo | Calciatore        |
| -- | ----------------- | ----- | ----------------- |
|    | Italia (bandiera) | P     | Ivano Corghi      |
|    | Italia (bandiera) | P     | Fausto Lena       |
|    | Italia (bandiera) | D     | Rino De Togni     |
|    | Italia (bandiera) | D     | Ugo Gherardi      |
|    | Italia (bandiera) | D     | Piero Pombia      |
|    | Italia (bandiera) | C     | Ambrogio Baira    |
|    | Italia (bandiera) | C     | Piero Biagini     |
|    | Italia (bandiera) | C     | Battista Corbani  |
|    | Italia (bandiera) | C     | Silvio Feccia     |
|    | Italia (bandiera) | C     | Luigi Molina (II) |
|    | Italia (bandiera) | C     | Giorgio Nosari    |

| N. |                   | Ruolo | Calciatore            |
| -- | ----------------- | ----- | --------------------- |
|    | Italia (bandiera) | A     | Benito Albini         |
|    | Italia (bandiera) | A     | Pietro Breda          |
|    | Italia (bandiera) | A     | Gino Cappello (IV)    |
|    | Svezia (bandiera) | A     | Ivar Eidefjäll        |
|    | Italia (bandiera) | A     | Fulvio Macchi         |
|    | Italia (bandiera) | A     | Adriano Manzino       |
|    | Italia (bandiera) | A     | Andrea Marzani        |
|    | Italia (bandiera) | A     | Giambattista Moschino |
|    | Italia (bandiera) | A     | Carlo Piccioni        |
|    | Italia (bandiera) | A     | Bruno Sguaitamatti    |

## Risultati

### Serie B

#### Girone di andata
| Arbitro: | Moriconi (Roma) |

|             |           |  |
| Manzino 73’ | Marcatori |  |

| San Benedetto del Tronto 23 settembre 1956 | Sambenedettese    | 0 – 0 | Novara | Stadio Fratelli Ballarin\| Arbitro: \| Grillo (Afragola) \| |
| Arbitro:                                   | Grillo (Afragola) |       |        |                                                             |

| Arbitro: | Menchini (Udine) |

|                            |           |  |
| Darin 78’ Giammarinaro 90’ | Marcatori |  |

| Novara 7 ottobre 1956 | Novara          | 0 – 0 | Verona | Stadio Comunale\| Arbitro: \| Perego (Milano) \| |
| Arbitro:              | Perego (Milano) |       |        |                                                  |

| Arbitro: | De Gregorio (Legnano) |

|                                                     |           |  |
| Danieli 21’ Bozzato 32’ Barison 65’ Mion 77’ (rig.) | Marcatori |  |

| Arbitro: | Ferrari (Milano) |

|             |           |               |
| Manzino 46’ | Marcatori | 86’ Ruffinoni |

| Arbitro: | Menchini (Udine) |

|          |           |  |
| Nova 43’ | Marcatori |  |

| Novara 18 novembre 1956 | Novara             | 0 – 0 | Como | Stadio Comunale\| Arbitro: \| Famulari (Messina) \| |
| Arbitro:                | Famulari (Messina) |       |      |                                                     |

| Arbitro: | Caputo (Napoli) |

|                  |           |                |
| Santagostino 14’ | Marcatori | 1’, 5’ Manzino |

| Arbitro: | Righi (Milano) |

|                                                |           |                                       |
| Manzino 12’, 15’ Eidefjäll 42’ Macchi 48’, 63’ | Marcatori | 38’ (rig.) Baccalini 71’, 89’ Rigonat |

| Arbitro: | Maghernino (San Severo) |

|                                 |           |                        |
| Pombia 75’ (aut.) Belcastro 86’ | Marcatori | 9’ Albini 23’ Piccioni |

| Arbitro: | Mori (Cremona) |

|                                                    |           |                   |
| Manzino 2’, 35’ Baira 12’, 19’ (rig.) Piccioni 61’ | Marcatori | 31’ Martinelli II |

| Parma 30 dicembre 1956 | Parma          | 0 – 0 | Novara | Stadio Ennio Tardini\| Arbitro: \| Boati (Milano) \| |
| Arbitro:               | Boati (Milano) |       |        |                                                      |

| Arbitro: | Rebuffo (Milano) |

|               |           |  |
| Eidefjäll 19’ | Marcatori |  |

| Arbitro: | Ferrari (Milano) |

|             |           |              |
| Biagini 18’ | Marcatori | 7’ Spikofski |

| Arbitro: | Piemonte (Monfalcone) |

|                         |           |  |
| Vitali 20’ Morbello 60’ | Marcatori |  |

| Arbitro: | Boati (Milano) |

|                                   |           |  |
| Feccia 41’ Manzino 75’ Albini 88’ | Marcatori |  |

#### Girone di ritorno
| Arbitro: | Caputo (Napoli) |

|           |           |  |
| Borghi 9’ | Marcatori |  |

| Arbitro: | De Marchi (Pordenone) |

|                   |           |             |
| Piccioni 11’, 26’ | Marcatori | 32’ Sartori |

| Novara 17 febbraio 1957 | Novara         | 0 – 0 | Taranto | Stadio Comunale\| Arbitro: \| Mori (Cremona) \| |
| Arbitro:                | Mori (Cremona) |       |         |                                                 |

| Arbitro: | Fornari (Bologna) |

|                                            |           |             |
| Ghiandi 56’ Frasi 73’ (rig.) Galassini 80’ | Marcatori | 18’ Biagini |

| Arbitro: | Guarnaschelli (Pavia) |

|             |           |             |
| Biagini 63’ | Marcatori | 33’ Barison |

| Valdagno 10 marzo 1957 | Marzotto          | 0 – 0 | Novara | Stadio dei Fiori\| Arbitro: \| Grignani (Milano) \| |
| Arbitro:               | Grignani (Milano) |       |        |                                                     |

| Arbitro: | Marchese (Napoli) |

|                                      |           |  |
| Albini 24’ Cappello IV 57’, 87’, 89’ | Marcatori |  |

| Arbitro: | Menchini (Udine) |

|  |           |                           |
|  | Marcatori | 30’ Cappello IV 85’ Baira |

| Arbitro: | De Marchi (Pordenone) |

|                          |           |  |
| Manzino 66’ Moschino 84’ | Marcatori |  |

| Arbitro: | Grillo (Afragola) |

|                    |           |                         |
| Farinelli 40’, 49’ | Marcatori | 59’ Piccioni 85’ Albini |

| Novara 14 aprile 1957 | Novara         | 0 – 0 | Pro Patria | Stadio Comunale\| Arbitro: \| Mori (Cremona) \| |
| Arbitro:              | Mori (Cremona) |       |            |                                                 |

| Arbitro: | Guarnaschelli (Pavia) |

|                                     |           |                 |
| Ponzoni 13’ Gaeta 28’ Scarascia 32’ | Marcatori | 24’ Cappello IV |

| Arbitro: | Guidi (Brescia) |

|              |           |  |
| Moschino 16’ | Marcatori |  |

| Messina 19 maggio 1957 | Messina                 | 0 – 0 | Novara | Stadio Giovanni Celeste\| Arbitro: \| Maghernino (San Severo) \| |
| Arbitro:               | Maghernino (San Severo) |       |        |                                                                  |

| Arbitro: | Piemonte (Monfalcone) |

|                                  |           |             |
| Buzzin 9’ Fiorindi 21’, 37’, 55’ | Marcatori | 72’ Manzino |

| Arbitro: | Campanati (Milano) |

|  |           |                                    |
|  | Marcatori | 8’ Castaldo 37’, 66’, 86’ Traverso |

| Arbitro: | Vanni (Pisa) |

|            |           |            |
| Regalia 9’ | Marcatori | 57’ Albini |

## Statistiche

### Statistiche di squadra
| Competizione | Punti | In casa | In casa | In casa | In casa | In casa | In casa | In trasferta | In trasferta | In trasferta | In trasferta | In trasferta | In trasferta | Totale | Totale | Totale | Totale | Totale | Totale | DR |
| Competizione | Punti | G       | V       | N       | P       | Gf      | Gs      | G            | V            | N            | P            | Gf           | Gs           | G      | V      | N      | P      | Gf     | Gs     | DR |
| ------------ | ----- | ------- | ------- | ------- | ------- | ------- | ------- | ------------ | ------------ | ------------ | ------------ | ------------ | ------------ | ------ | ------ | ------ | ------ | ------ | ------ | -- |
| Serie B      | 36    | 17      | 9       | 7       | 1       | 27      | 12      | 17           | 2            | 7            | 8            | 12           | 26           | 34     | 11     | 14     | 9      | 39     | 38     | +1 |

### Statistiche dei giocatori[3]
| Giocatore        | Serie B  | Serie B |
| Giocatore        | Presenze | Reti    |
| ---------------- | -------- | ------- |
| B. Albini        | 27       | 5       |
| A. Baira         | 31       | 3       |
| P. Biagini       | 19       | 3       |
| P. Breda         | 3        | 0       |
| G. Cappello (IV) | 20       | 5       |
| B. Corbani       | 27       | 0       |
| I. Corghi        | 22       | -?      |
| R. De Togni      | 33       | 0       |
| I. Eidefjäll     | 26       | 2       |
| S. Feccia        | 31       | 1       |
| U. Gherardi      | 1        | 0       |
| F. Lena          | 12       | -?      |
| F. Macchi        | 3        | 2       |
| A. Manzino       | 28       | 11      |
| A. Marzani       | 10       | 0       |
| L. Molina (II)   | 9        | 0       |
| G. Moschino      | 13       | 2       |
| G. Nosari        | 3        | 0       |
| C. Piccioni      | 24       | 5       |
| P. Pombia        | 31       | 0       |
| B. Sguaitamatti  | 1        | 0       |